# Mercedes-Benz O 402
Der Mercedes-Benz O 402 ist ein Midibus in Hochflurbauweise, der von 1985 bis 1989 gebaut wurde. Das Fahrzeug lehnt sich technisch und optisch an die zweite Generation der VÖV-Busse von Daimler-Benz, den Mercedes-Benz O 405 an. Das Fahrgestell stammt jedoch von der Schweizer Beteiligungsgesellschaft Nutzfahrzeuggesellschaft Arbon & Wetzikon (NAW), der Aufbau von Göppel Bus in Augsburg.
Insgesamt wurden 60 Stück des Typs O 402 gebaut. Die meisten Exemplare wurden in Deutschland mittlerweile außer Betrieb genommen und offenbar mehrheitlich nach Polen verkauft, wo sie bis vor kurzer Zeit noch in Betrieb waren.

## Feuerwehrfahrzeug
Die Flughafenfeuerwehr München besaß einen Einsatzleitwagen (ELW) für Großschadenereignisse auf Basis eines O 402. Der ELW ist als Einsatzbesprechungsraum ausgebaut und besitzt Arbeitsplätze mit verschiedenen Funkgeräten, Fax, Handy und Flugfunk. Das Fahrzeug befindet sich mittlerweile im Besitz eines Flugsportvereins aus Oberbayern nahe Landsberg am Lech.